# Agnès Mukabaranga
Agnes Mukabaranga (nascuda a Gitarama) és una política de Ruanda. Mukabaranga és membre del Partit Demòcrata Centrista (PDC) i membre del Parlament Panafricà i antiga diputada a la Cambra de Diputats de Ruanda i del Senat de Ruanda. És advocada de professió.

## Carrera política
Mukabaranga va ser nomenada membre inaugural de l'Assemblea Nacional de transició de Ruanda, que es va crear després del genocidi ruandès de 1994, i basada en els acords d'Arusha acordats l'any anterior. En 2003 es va aprovar una nova constitució permanent per al país mitjançant un referèndum, que va establir un estat multipartidista amb un parlament bicameral que consisteix en un Senat i una Cambra de diputat. Mukabaranga va ser nomenada al nou senat després de l'elecció de Paul Kagame com el primer president de Ruanda sota la nova constitució. Va ser una de les 39 dones elegides o designades al parlament aquell any, en comparació amb 41 homes. Prometent lluitar per la justícia i la reconciliació al país després del genocidi, va subratllar el paper de les dones en el procés, dient que "les dones estan més disposades a assumir compromisos, són més amants de la pau i més conciliadores".
El 2013, després d'haver deixat el senat, Mukabaranga va ser elegifs per un mandat de sis mesos com a portaveu del Fòrum Consultiu Nacional per a Partits Polítics, un paper que va mantenir conjuntament amb una infermera i nouvinguda política, Sylvie Mpongera del Partit Socialista Ruandès (PSR).

## Vida personal
Agnès Mukabaranga va perdre als seus germans en el genocidi ruandès, i és mare de quatre fills.